# Karlstens fästning
Karlstens fästning, även Carlstens fästning, är en fästning på Marstrandsön i Kungälvs kommun på den södra bohuskusten. Efter tillbyggnaden på 1800-talet betraktades fästningen internationellt som en av Europas starkaste fästningar.
Fästningen ligger 39 meter över havet, med torntaket 98 meter över havet, lotsutkiken i närheten 50 meter över havet, och består av ett runt, sju våningar högt torn, som är omgivet av nedsprängda vattengravar och höga murar med fyra bastioner. Allt är uppfört av granit.  Inom murarna finns två fristående byggnader från 1700-talet. Som många andra fästningar användes Karlsten som fängelse fram till 1854. År 1882 avfördes fästningen från rikets fasta försvar. Sedan 25 januari 1935 är fästningen ett statligt byggnadsminne.

## Historia

### 1600-talet

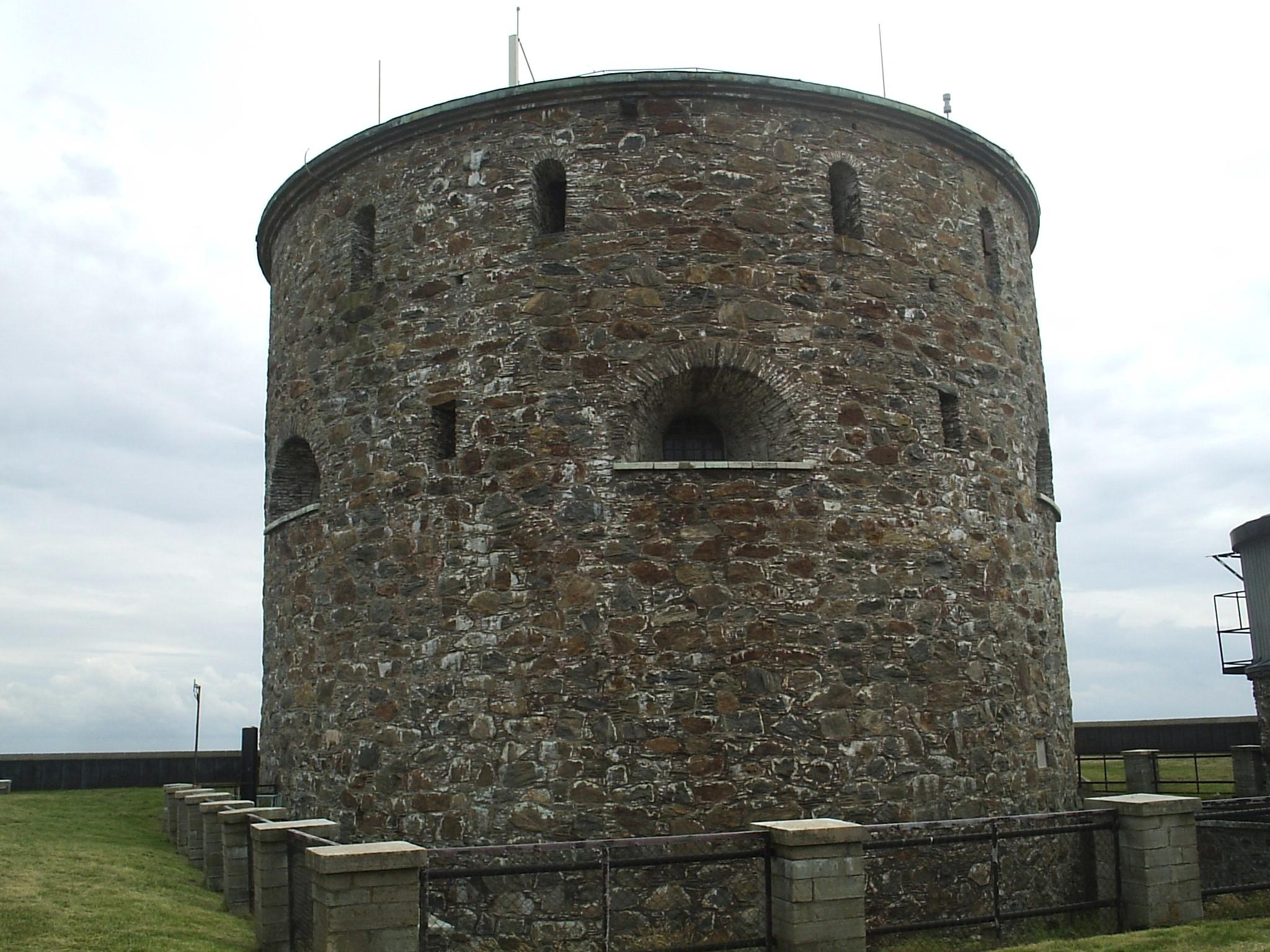
Fästningens högsta del.

Efter freden i Roskilde 1658 blev Bohuslän och därmed även Marstrand svenskt. Staden var sedan länge en betydande handelsplats. Eftersom hamnen nästan aldrig fryser till, förlades en del av den svenska flottan här. För att försvara Marstrand beslutade Karl X Gustav att bygga en fästning på ön. Arbetet utfördes av fångar som dömts till straffarbete.
År 1658 byggdes först under Johan Wärnschölds ledning ett provisoriskt befästningsverk i form av en träskans Wahlen skans, högst uppe på berget ovanför staden "vidh stora väderqvarnen". Denna befästning var till stor nytta för att på hösten 1659 slå tillbaka det anfall som utfördes av norska styrkor. År 1666 påbörjades uppförandet av en ersättningsbyggnad för träskansen, som "slagit sig". Denna nya fästning var i formen av en rombisk redutt eller tornbyggnad med fyra små raveliner. 1671–1673 påbyggdes tornet, som då kallades Karlsten, en våning och försågs med takbatteri. Efter ett anfall mot befästningarna i Marstrand av Ulrik Frederik Gyldenlöve måste skansen uppges åt danskarna den 23 juli 1677. År 1681 börjades uppförandet av en stor tornbyggnad, efter kommendanten Karl Gustaf Frölichs design, men i övrigt arbetades efter en av Erik Dahlbergh uppgjord, i huvudsak 1685 godkänd ritning, och redan 1689 var själva fästningen i det närmaste färdig och utgjordes då av en reduttformig murad donjon med sprängd grav samt ett flera våningar högt runt torn, som omfattade det förutvarande fyrkantiga.

### 1700-talet

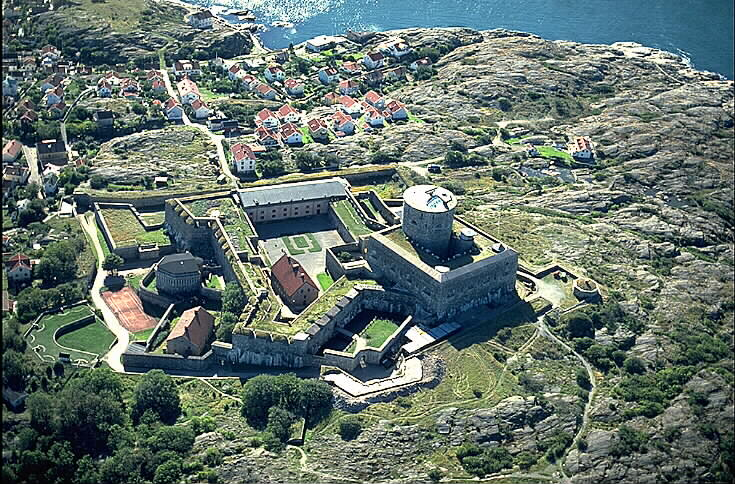
Fästningen och delar av Marstrand från luften.

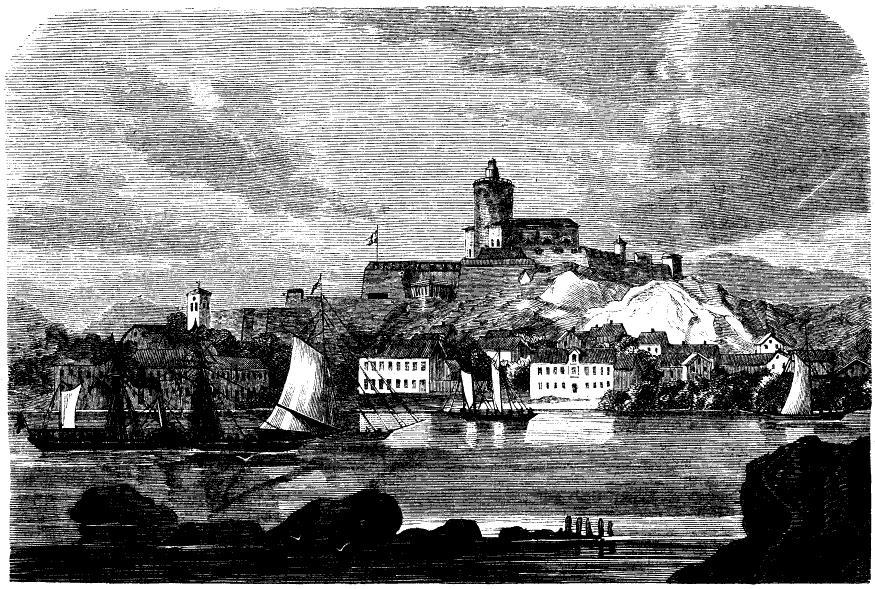
Karlstens fästning (ur Svenska Familj-Journalen 1867).

I början av 1700-talet stod vallarna som omsluter den stora borggården färdiga. 
Senare utfördes kaponjärer, utanverk och logement enligt Frölichs design, och även dessa arbeten var nästan färdiga och fästningen i övrigt väl försedd, då Peder Tordenskiold 10 juli (g. st.) 1719 anföll Marstrand och örlogsfartyg i hamnen. Sedan han utan svårighet intagit staden, men kunde uträtta mycket lite genom att beskjuta Karlsten, spred han rykten om stora förstärkningar vilket skrämde kommendanten Henrich Danckwardt till att kapitulera 15 juli 1719. Sedan Karlstens fästning efter freden återlämnats den 12 november 1720 reparerades de måttligt skadade fästningsverken. 

1770 års sekreta utskott beslöt att fasta batterier skulle ordnas ovanpå logementens tak. 1779 godkändes ett av Axel Magnus von Arbin framlagt förslag att ändra Karlstens torn så, att det kunde tjäna som fyrbåk, samt att fästningen nu skulle sättas i fullt försvarsstånd, vilket utfördes 1780–83, och detta blir den första fyren i världen med roterande spegelapparat, som gav ett jämnt bländande sken. Apparaten hade uppfunnits av Jonas Norberg.

### 1800-talet
Efter ett av Carl Fredrik Meijer uppgjort, 1834 fastställt förslag till Karlstens förstärkande företogs arbeten till 1851, då fästningen var färdig enligt den 1840 något utvidgade planen. Sedan ångkraften tagits i bruk för sjöfarten och då krig med Danmark blivit alltmera osannolikt, hade emellertid Karlstens betydelse minskats, och 1878 års befästningskommitté föreslog därför, att garnisonen, två fästningsartillerikompanier ur Göta artilleriregemente, skulle förflyttas till Vaxholm och Karlsborg, men att fästningen, som fortfarande var i gott stånd, skulle framgent nödtorftigt underhållas. Till följd härav utmarscherade garnisonen 1 maj 1882, varefter fästningens flagg halades. Bestyckningen fördes till Karlsborg. Sedan äldre tid har grövre brottslingar förvarats på Karlsten, där även politiska fångar tidtals insatts. Användes även för krigsfångar under tidigt 1800-tal. Den mest kända fången är utan tvekan Lasse-Maja, som satt fängslad här 1813–1838. Även Metta Fock satt fängslad här mellan 1806 och 1809: hon var den enda kvinna som suttit fängslad här, då Karlsten normalt var ett fängelse för män. 1888 förflyttades då ännu kvarvarande "fästningsfångar" till Göteborgs polishus.

### 1900-talet

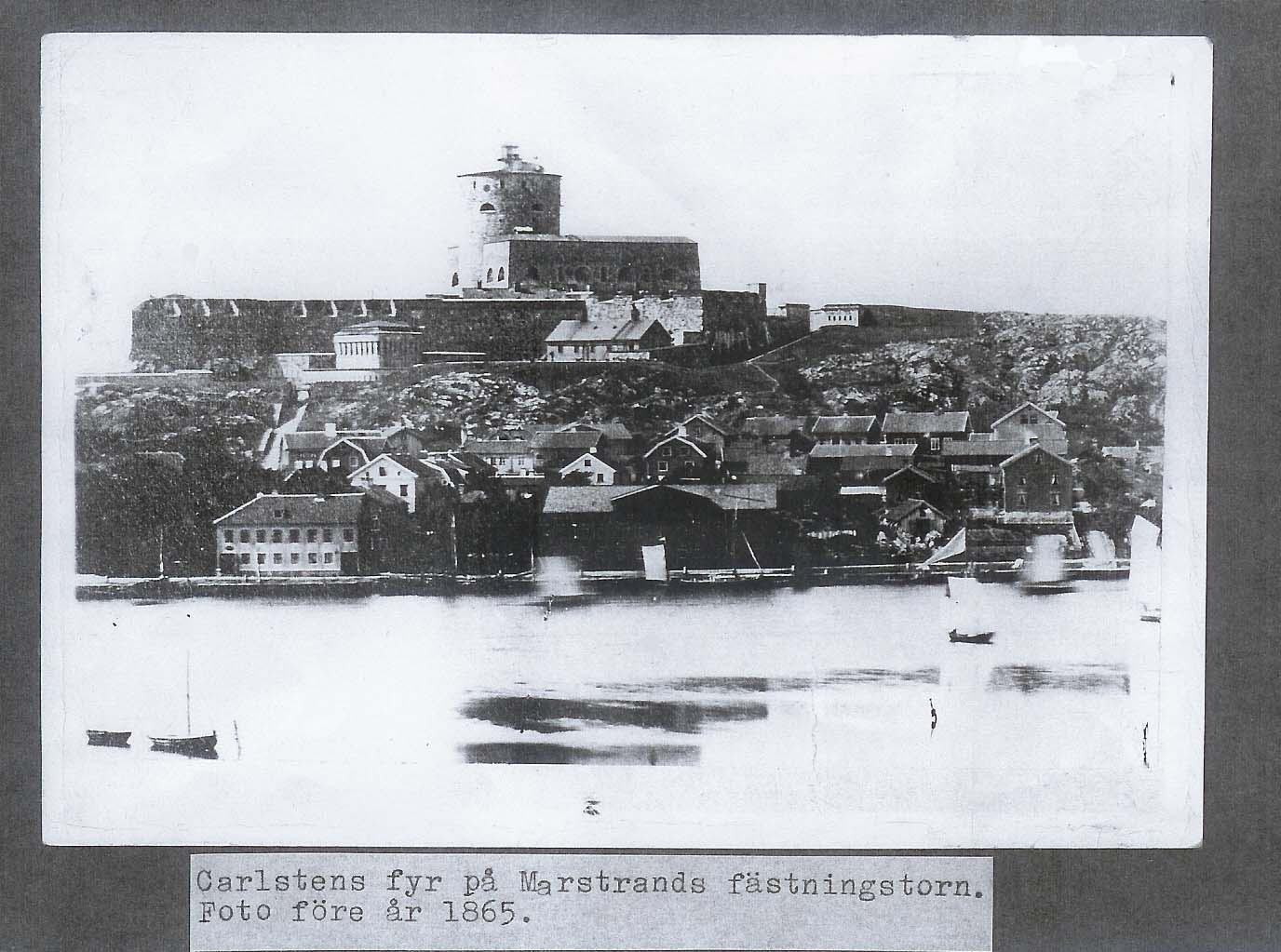
Fyren på tornbyggnadens tak är Karlstens fyr, världens äldsta mekaniskt roterande fyr. Före 1865.

Fästningsverken underhölls fortfarande under 1900-talets början, och hösten 1906 uppläts en del av dess lokaler till sjöförsvaret för begagnande av skeppsgossekåren i Marstrand, som 1907 började uppsättas. Skeppsgossekåren disponerade fästningen fram till kårens upplösning 1937. Fyren hade 1868 ersatts med Pater Noster. Det försvarsmässiga användandet av fästningen upphörde år 1993 då kustspaningsradarn i Karlstenstornet togs bort.

## Kommendanter
- 1658–1660 Wilhelm Jernsköld
- 1660 Johan Wäsenberg
- 1669–1672 Johan Wäsenberg
- 1672–1676 Lars Persson Barnsköld
- 1676–1677 Anders Sinclair
- 1679–1690 Carl Gustaf Frölich
- 1693–1698 Carl Gustaf Frölich
- 1700–1711 Barthold Otto Schmoll
- 1711–1716 Gustaf Sperling
- 1716–1719 Henrich Danckwardt
- 1719–1731 Johan Jakob Ehrensvärd (Under åren 1719–1720 var fästningen erövrad av Danmark och stod då under Hartvig Huitfeldt.[7])
- 1731–1743 Peter Julius Starenflycht
- 1743–1747 Mattias Wolberg
- 1758 t.f. Samuel Jegerhjelm
- 1775–1781 Johan Axel Hägerflycht
- 1782–1790 Isaac Müller
- 1790–1791 t.f. Erik Cederstråhle
- 1792–1799 Johan Lorens Rutensparre
- 1801–1804 Paul Schröderstierna
- 1804-1810 Carl Filip Bonde
- 1810 Johan Jakob Holmstedt
- 1811 Georg Carl von Döbeln
- 1810-1811, 1813 - 1826 Carl Nycander
- 1829–1838 Berndt Otto Nils Ehrenström
- 1838–1839 Adolf Ludvig Silfversvan
- 1839–1847 Gregori Aminoff den äldre
- 1848–1868 Johan Magnus Tauson
- 1869–1882 Conrad Leonard Fries[8]

## Karlstens fästning i fiktion
- Stefan Anderssons sånger om Karlstens straffångar, har spelats in på cd:n Marstrandsfånge No 90 Kleist.
- Dan Berglund har skrivit låten Kring Marstrands fästning och spelat in den på skivan Vildmarken.
- Lars Wilderäng har förlagt stora delar av handlingen i sina romaner Stjärnklart, Stjärnfall och Stjärndamm på och omkring Karlstens fästning.
- Ann Rosmans bok Porto francos väktare är till stor del förlagd i Marstrand under kapartiden och behandlar delvis fångarna på Karlstens fästning. I ljudboken finns några spår av Stefan Anderssons sånger om straffångar.